# 凯布许茨塔尔
凯布许茨塔尔（德語：Käbschütztal）是德国萨克森州的一个市镇，隶属于迈森县。总面积为50.48平方千米，截至2020年总人口为2738人。